# Hebius sarawacensis
Hebius sarawacensis (саравацький вуж) — вид змій родини полозових (Colubridae). Мешкає в Південно-Східній Азії.

## Поширення і екологія
Саравацькі вужі мешкають на острові Калімантан, на території Індонезії, Малайзії (Сабах, Саравак) і Брунею, а також на півдні Малайського півострова. Вони живуть у вологих гірських і рівнинних тропічних лісах, на берегах боліт, озер і струмків. На Малайському півострові зустрічаються на висоті від 200 до 1450 м над рівнем моря, на Калімантані на висоті до 1675 м над рівнем моря.